# Vitae Patrum

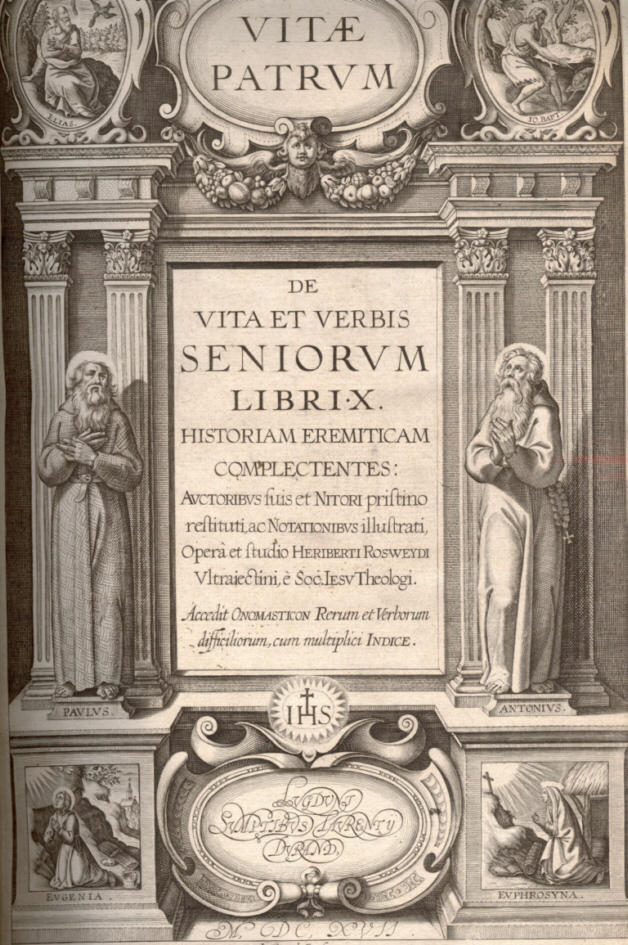
Reprodukcja strony tytułowej pierwszego wydania Vitae Patrum
Heriberta Rosweyde (1615)

Vitae Patrum (dosłownie Życie Ojców, dzieło znane również jako Żywoty Ojców Pustyni) – jest encyklopedią zawierającą zbiór pism hagiograficznych poświęconych Ojcom pustyni i Matkom pustyni powstałym w okresie wczesnego chrześcijaństwa. Greckie i łacińskie teksty zostały zebrane, zredagowane i przetłumaczone na łacinę przez jezuitę Heriberta Rosweyde i wydane w Antwerpii w 1615 roku przez Baltazara Moreta. Większość oryginalnych tekstów pochodzi z trzeciego i czwartego wieku. Tekst książki wszedł w skład obszerniejszego dzieła Acta sanctorum.
Vitae Patrum to dzieło powstałe w wyniku szeroko zakrojonych badań przeprowadzonych na podstawie całej dostępnej literatury traktującej o życiu pierwszych mnichów pustyni. Hippolyte Delehaye opisał pracę jako epicką, niezrównaną epopeję początków monastycyzmu w Egipcie i Syrii. Książka zyskała popularność i doczekała się licznych tłumaczeń i reedycji publikowanych z rozległymi zmianami. Heribert Rosweyde opierał swoją pracę na dwudziestu trzech różnych wersjach wcześniejszych publikacji dokonując ich szczegółowej analizy wprowadzanych zmian w różnych wersjach tych samych tekstów.
Vitae Patrum składa się z dziesięciu ksiąg opatrzonych wstępem autora. Księga pierwsza zawiera życiorysy szesnastu postaci pod tytułem Vitae vivorum, począwszy od Pawła z Teb i Antoniego Wielkiego, oraz jedenastu pod tytułem Vitae mulierum. Księga druga to Historia Monachorum, trzecia Verba seniorum (przysłowia Mędrców przypisywane Rufinowi z Akweu okazały się tłumaczeniami których dokonał). Księga czwarta jest kompilacją tekstów Sulpicjusza Sewera i Jana Kasjana. Księga piąta jest kolejną kolekcją tekstów zaczerpniętych z łacińskich i greckich dzieł Pelagiusza. Księgi szósta i siódma zawierają Verba seniorum anonimowych autorów greckich z przekładów diakona Jana, papieża Jana III i Paschazjusza Radaberta. Księga ósma zawiera tekst Historia Lausiaca biskupa Helenopolis w Bytynii Palladiusza z Galacji (Heraclidis Paradifus). Kolejna księga De Vitis Patrum zawiera tekst Teodoreta z Cyru. Księga dziesiąta oparta została na tekście Jana Moschosa.